# La Borbola
La Borbola és un municipi francès situat al departament del Puèi Domat i a la regió d'Alvèrnia-Roine-Alps. L'any 2007 tenia 2.031 habitants.

## Demografia

### Població
El 2007 la població de fet de la Borbola era de 2.031 persones. Hi havia 992 famílies de les quals 440 eren unipersonals (170 homes vivint sols i 270 dones vivint soles), 266 parelles sense fills, 227 parelles amb fills i 59 famílies monoparentals amb fills.
La població ha evolucionat segons el següent gràfic:
Habitants censats

### Habitatges
El 2007 hi havia 2.622 habitatges, 1.012 eren l'habitatge principal de la família, 1.449 eren segones residències i 161 estaven desocupats. 735 eren cases i 1.813 eren apartaments. Dels 1.012 habitatges principals, 546 estaven ocupats pels seus propietaris, 400 estaven llogats i ocupats pels llogaters i 67 estaven cedits a títol gratuït; 56 tenien una cambra, 156 en tenien dues, 274 en tenien tres, 243 en tenien quatre i 283 en tenien cinc o més. 440 habitatges disposaven pel capbaix d'una plaça de pàrquing. A 542 habitatges hi havia un automòbil i a 222 n'hi havia dos o més.

### Piràmide de població
La piràmide de població per edats i sexe el 2009 era:
| Homes | Edats   | Dones |
| ----- | ------- | ----- |
| 0     | 95 o +  | 1     |
| 1     | 90 a 94 | 14    |
| 14    | 85 a 89 | 29    |
| 19    | 80 a 84 | 36    |
| 27    | 75 a 79 | 51    |
| 32    | 70 a 74 | 79    |
| 56    | 65 a 69 | 65    |
| 37    | 60 a 64 | 58    |
| 44    | 55 a 59 | 37    |
| 77    | 50 a 54 | 60    |
| 70    | 45 a 49 | 90    |
| 85    | 40 a 44 | 81    |
| 76    | 35 a 39 | 87    |
| 66    | 30 a 34 | 76    |
| 63    | 25 a 29 | 71    |
| 50    | 20 a 24 | 34    |
| 52    | 15 a 19 | 64    |
| 59    | 10 a 14 | 68    |
| 79    | 5 a 9   | 65    |
| 53    | 0 a 4   | 50    |

## Economia
El 2007 la població en edat de treballar era de 1.247 persones, 986 eren actives i 261 eren inactives. De les 986 persones actives 870 estaven ocupades (458 homes i 412 dones) i 117 estaven aturades (40 homes i 77 dones). De les 261 persones inactives 89 estaven jubilades, 66 estaven estudiant i 106 estaven classificades com a «altres inactius».

### Ingressos
El 2009 a La Bourboule hi havia 986 unitats fiscals que integraven 1.950 persones, la mediana anual d'ingressos fiscals per persona era de 15.167 €.

### Activitats econòmiques
Dels 282 establiments que hi havia el 2007, 5 eren d'empreses extractives, 5 d'empreses alimentàries, 3 d'empreses de fabricació d'altres productes industrials, 18 d'empreses de construcció, 82 d'empreses de comerç i reparació d'automòbils, 12 d'empreses de transport, 57 d'empreses d'hostatgeria i restauració, 2 d'empreses d'informació i comunicació, 5 d'empreses financeres, 27 d'empreses immobiliàries, 12 d'empreses de serveis, 35 d'entitats de l'administració pública i 19 d'empreses classificades com a «altres activitats de serveis».
Dels 54 establiments de servei als particulars que hi havia el 2009, 1 era una gendarmeria, 1 oficina de correu, 3 oficines bancàries, 1 funerària, 4 tallers de reparació d'automòbils i de material agrícola, 1 taller d'inspecció tècnica de vehicles, 2 autoescoles, 1 paleta, 7 guixaires pintors, 1 fusteria, 4 lampisteries, 2 electricistes, 4 perruqueries, 1 veterinari, 18 restaurants, 1 agència immobiliària, 1 tintoreria i 1 saló de bellesa.
Dels 36 establiments comercials que hi havia el 2009, 2 eren supermercats, 1 una gran superfície de material de bricolatge, 2 botiges de menys de 120 m², 5 fleques, 2 carnisseries, 4 llibreries, 8 botigues de roba, 1 una sabateria, 1 una botiga de mobles, 6 botigues de material esportiu, 1 una joieria i 3 floristeries.

## Equipaments sanitaris i escolars
El 2009 hi havia 10 hospitals de tractaments de mitja durada (seguiment i rehabilitació) i 3 farmàcies.
El 2009 hi havia 1 escola maternal i 2 escoles elementals.

## Poblacions més properes
El següent diagrama mostra les poblacions més properes.